# Französisch-Westaustralien

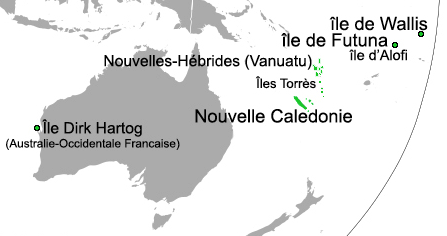
Karte von Australien und Ozeanien. Dirk Hartog Island, wo Saint-Aloüarn an Land ging, am linken Kartenrand.

Französisch-Westaustralien (französisch: Australie-Occidentale française, englisch: French Western Australia) war ein französischer Gebietsanspruch im heutigen Westaustralien. Er wurde 1772 auf Dirk Hartog Island von einer Expedition unter dem französischen Entdecker Louis Aleno de Saint-Aloüarn erhoben.

## Geschichte

### Französische Expedition

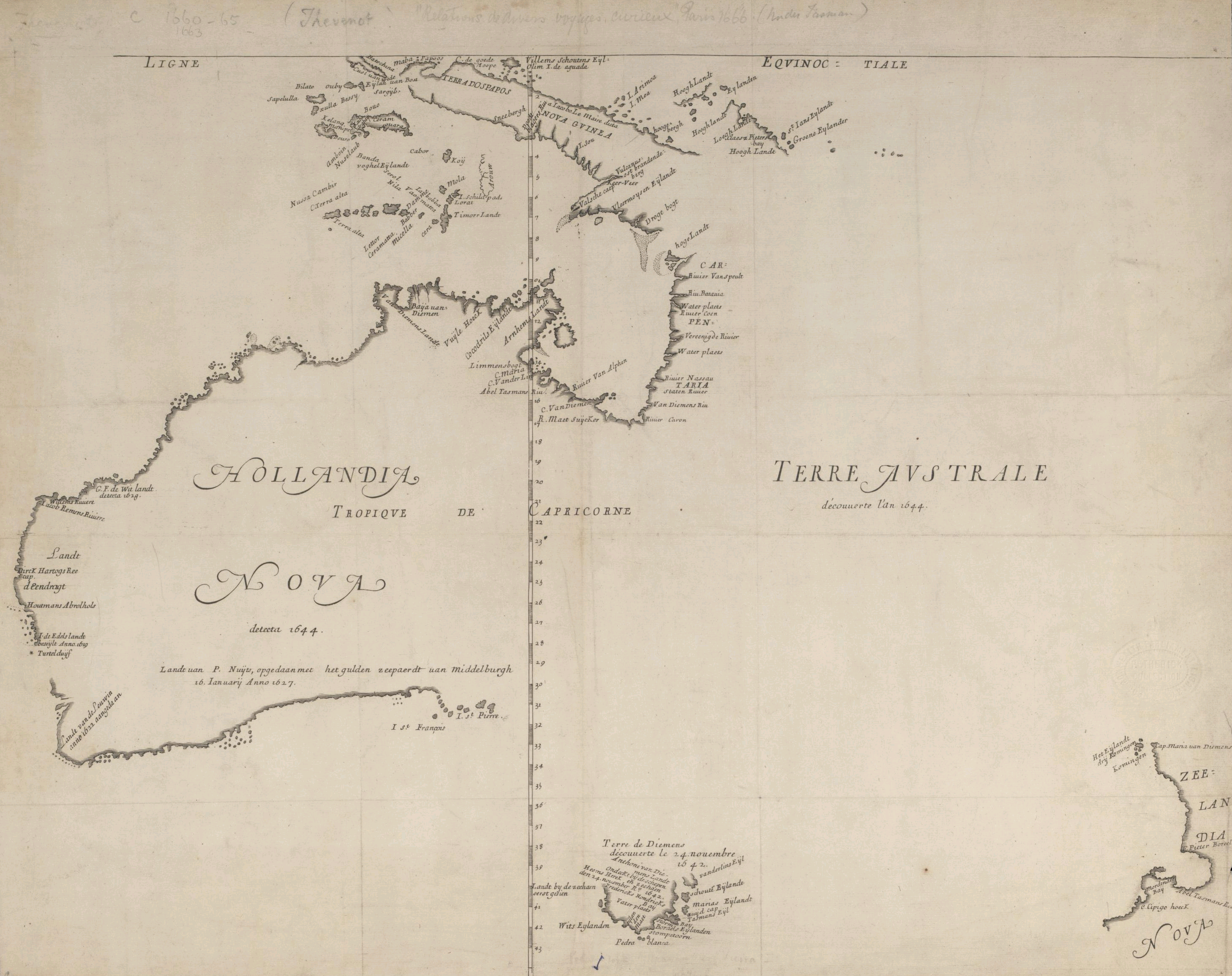
1663 vom französischen Kartografen Melchisédech Thévenot herausgegebene Karte: Terre Australe decouuerte l'an 1644. De l'imprimerie de Iaqves Langlois. Paris. Erstellt in Zusammenarbeit mit dem niederländischen Kartografen Joan Blaeu.

Am 28. März 1772 landete der französische Seefahrer Louis Aleno de St Aloüarn auf der Dirk-Hartog-Insel. Er war damit der erste Europäer, der Anspruch auf Westaustralien erhob. Der eigentliche Anspruch auf Französisch-Westaustralien im Namen von König Ludwig XV. wurde am 30. März 1772 in der Baie de Prise de Possession (deutsch: Bucht der Inbesitznahme); später Turtle Bay im Norden der Insel durch den Offizier Jean Mengaud de la Hage erhoben, während Louis Aleno de St Aloüarn an Bord des Schiffes blieb. Neun Mitglieder von Mengauds Zeremonienteam hissten die königliche Flagge auf der Insel und vergruben eine Flasche mit einem Dokument, in dem die Geschehnisse beschrieben wurden, sowie zwei silberne Écu-Münzen im Wert von sechs Livres. Dies geschah in Sichtweite von Cape Inscription, wo der niederländische Seefahrer Willem de Vlamingh 1696 ebenfalls eine Gedenktafel hinterlassen hatte, die seinen Besuch und den von Dirk Hartog im Jahr 1616 dokumentierte.

### Historische Funde
1998 wurde in Turtle Bay von einem Team unter der Leitung von Philippe Godard und Max Cramer ein Bleiflaschenverschluss mit einer eingelegten Écu-Wappenmünze entdeckt. Dies löste eine umfassendere Suche durch ein Team des Western Australian Museum unter der Leitung von Myra Stanbury mit Bob Sheppard, Bob Creasy und Michael McCarthy aus. Am 1. April 1998 wurde eine intakte Flasche mit einem Bleiverschluss, der mit dem zuvor gefundenen identisch war, und ebenfalls mit einer Écu-Münze darin, ausgegraben. Dies führte zu einer Zeremonie am 30. März 1999, bei der mehrere Flaschen auf der Insel vergraben wurden.

## Orte
Etwa 260 Orte in Westaustralien tragen heute französische Namen. Beispiele in alphabetischer Reihenfolge (französischer Originalname ggf. in Klammern):
Cape Le Grand; Cape Naturaliste; Cape Peron (Cap Péron oder Pointe Péron, südlicher Stadtrand von Perth); Capel; Capel River (rivière Capel); Shire of Capel; D'Entrecasteaux National Park; Espérance; Francois Peron National Park; Geographe Bay (ursprünglich: Baie du Géographe); Jurien Bay (ursprünglich: Baie Jurien); Lancelin; Leschenault; Leschenault Estuary (estuaire Leschenault); Lesueur National Park; Péron; Point D'Entrecasteaux; Point Samson; Recherche-Archipel (Archipel de la Recherche) und Recherche-Bucht (Baie de la Recherche) ...
Darüber hinaus erklärt die westaustralische Historikerin und Universitätsforscherin Noelene Bloomfield in ihrem Buch Almost a French Australia, dass die meisten der sogenannten „niederländisch klingenden“ Namen in Westaustralien tatsächlich von französischen Entdeckern vergeben wurden.
Die Zoologin Danielle Clode schrieb in ihrer Dokumentation über französische Entdeckungsreisen nach Australien:

“More interested in science than in new colonies, these early French voyages, led by commanders like Bougainville, Lapérouse, D’Entrecasteaux, Baudin, Freycinet, Duperrey and Dumont d’Urville, were the first to name, describe and beautifully illustrate many Australian species. They took specimens back to French museums where they provided an important foundation for Australian biology and conservation, particularly in botany and marine biology. England may have colonised Australia, but for many years it was France that understood it best.”

„Diese frühen französischen Reisen, die mehr an der Wissenschaft als an neuen Kolonien interessiert waren, wurden von Kommandanten wie Bougainville, Lapérouse, D'Entrecasteaux, Baudin, Freycinet, Duperrey und Dumont d'Urville geleitet und waren die ersten, die viele australische Arten benannten, beschrieben und wunderschön illustrierten. Sie brachten Exemplare in französische Museen zurück, wo sie eine wichtige Grundlage für die australische Biologie und den Naturschutz, insbesondere in den Bereichen Botanik und Meeresbiologie, bildeten. England mag Australien kolonisiert haben, aber viele Jahre lang war es Frankreich, das es am besten verstand.“

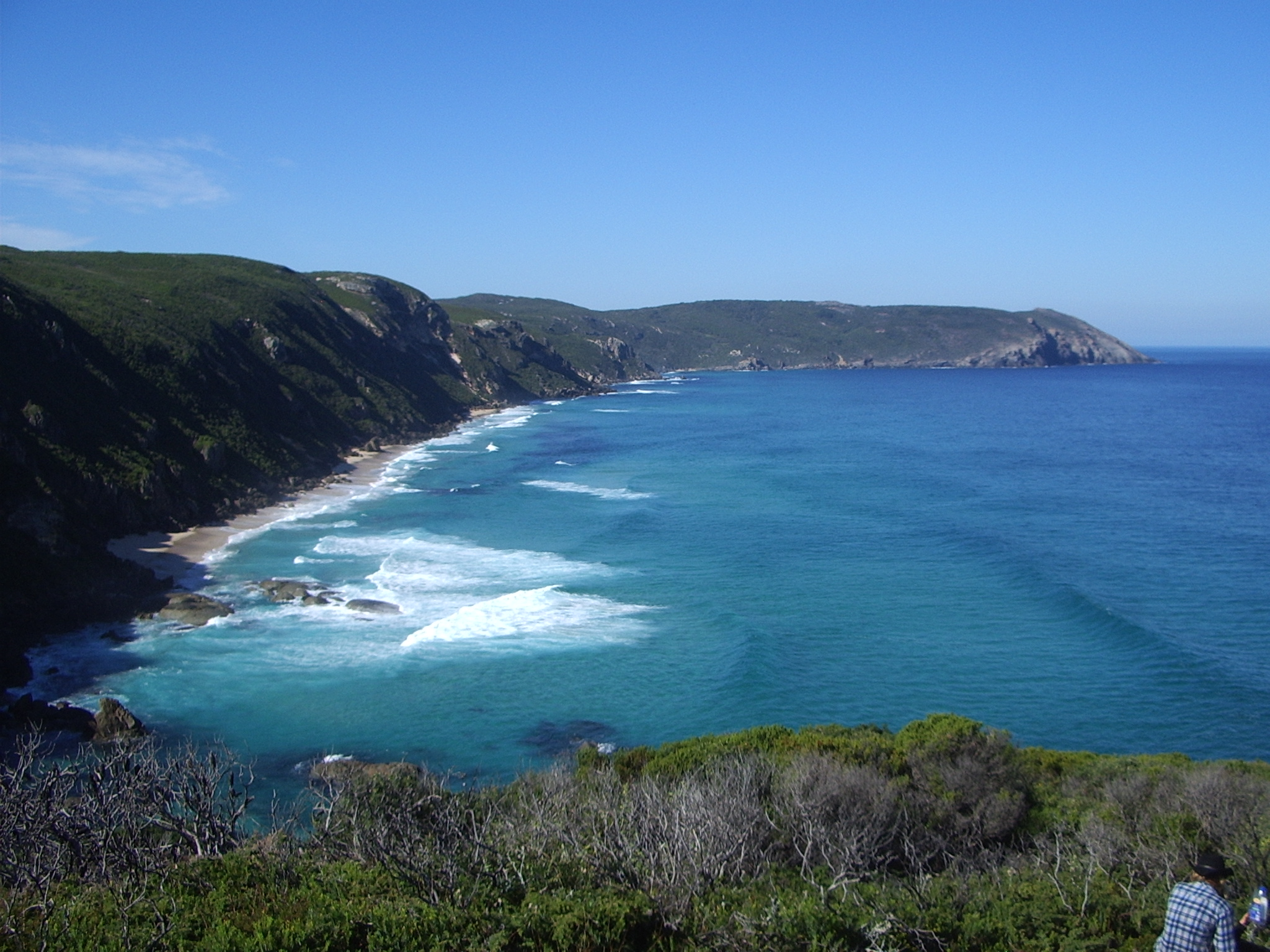
Coastline of D'Entrecasteaux National Park (2008);
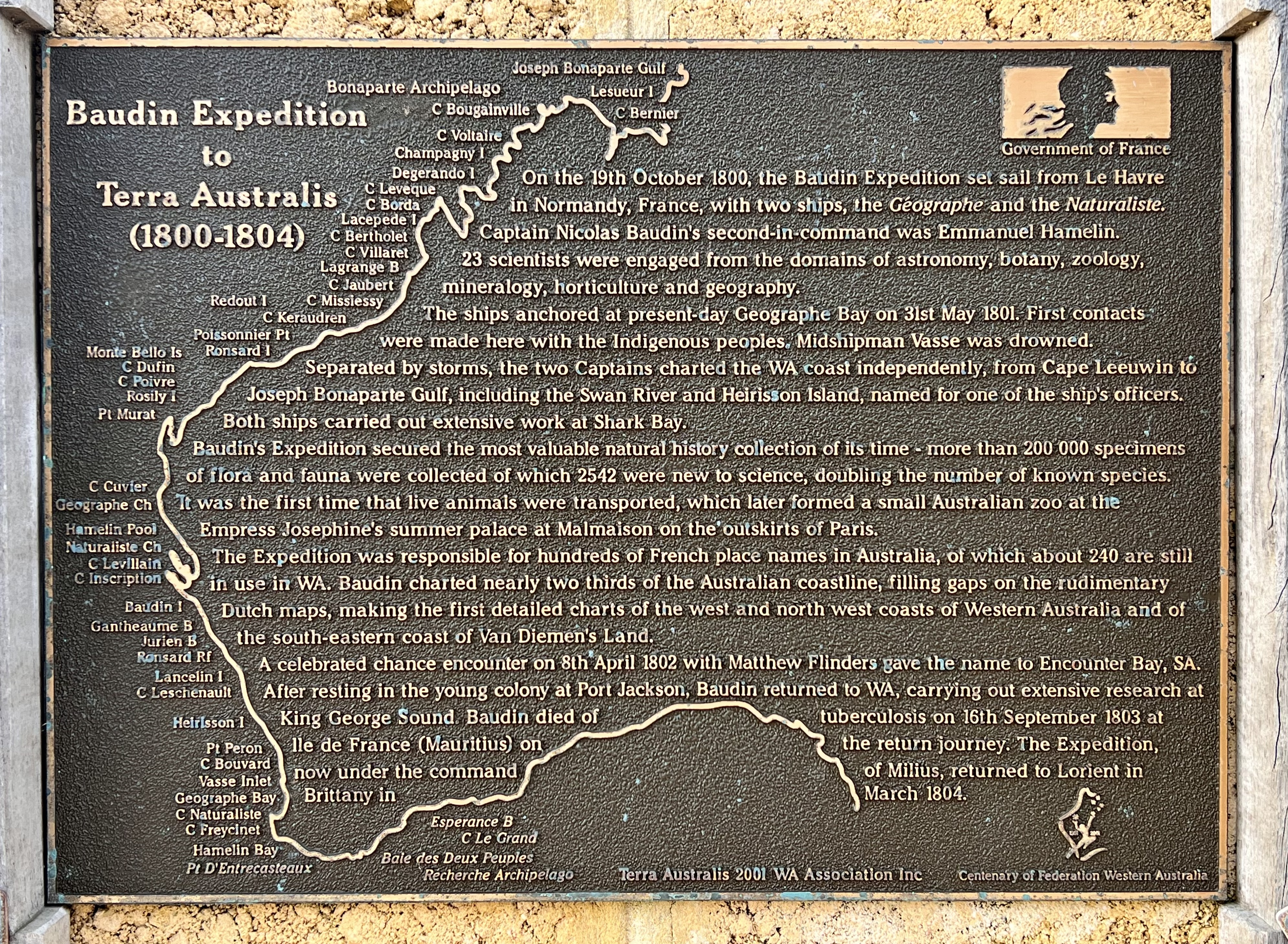
Nicolas Baudin's bust plaque, in Busselton, WA (2022);
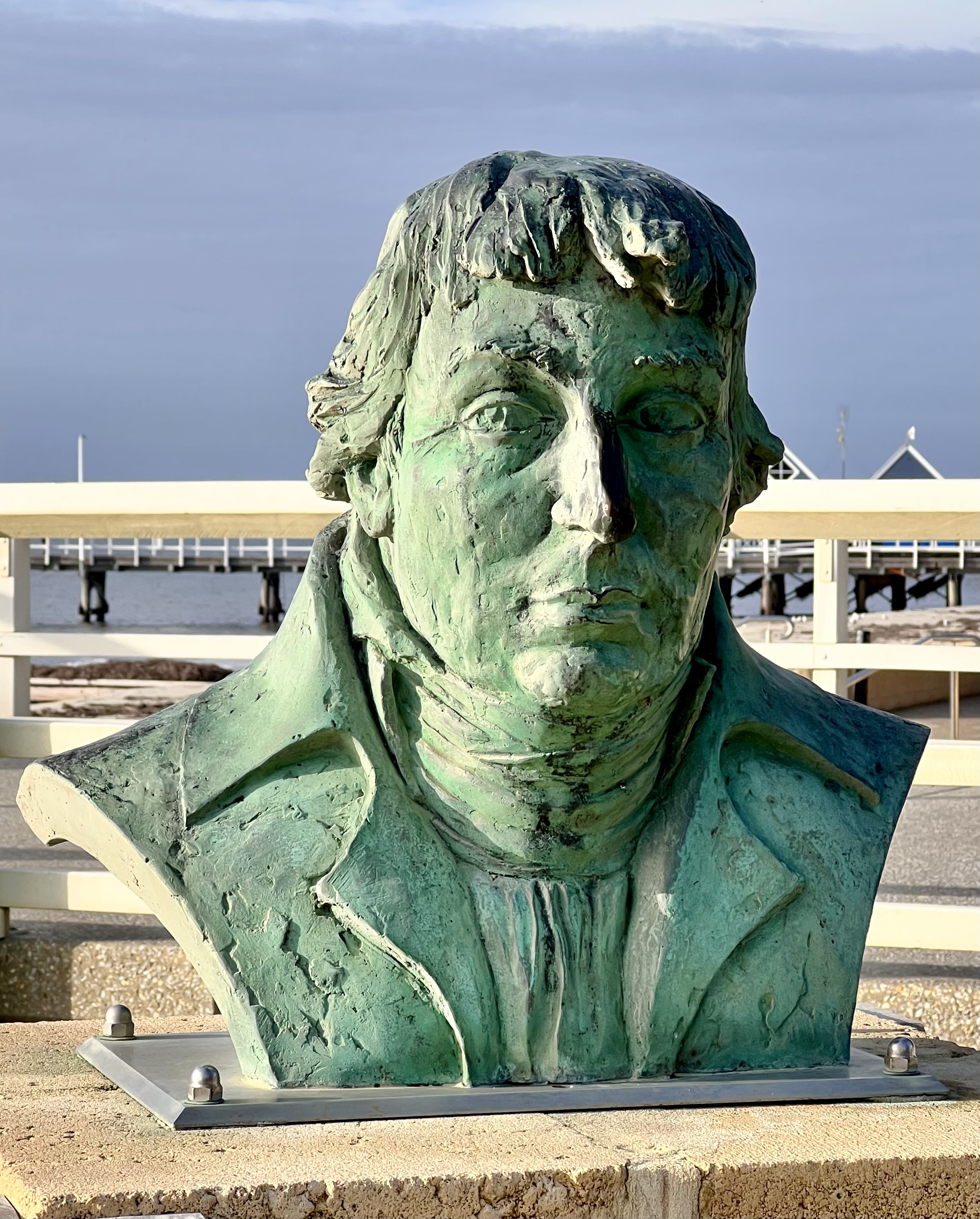
Nicolas Baudin Bust, Busselton (2022);
Point Samson Boat Harbour (2019)
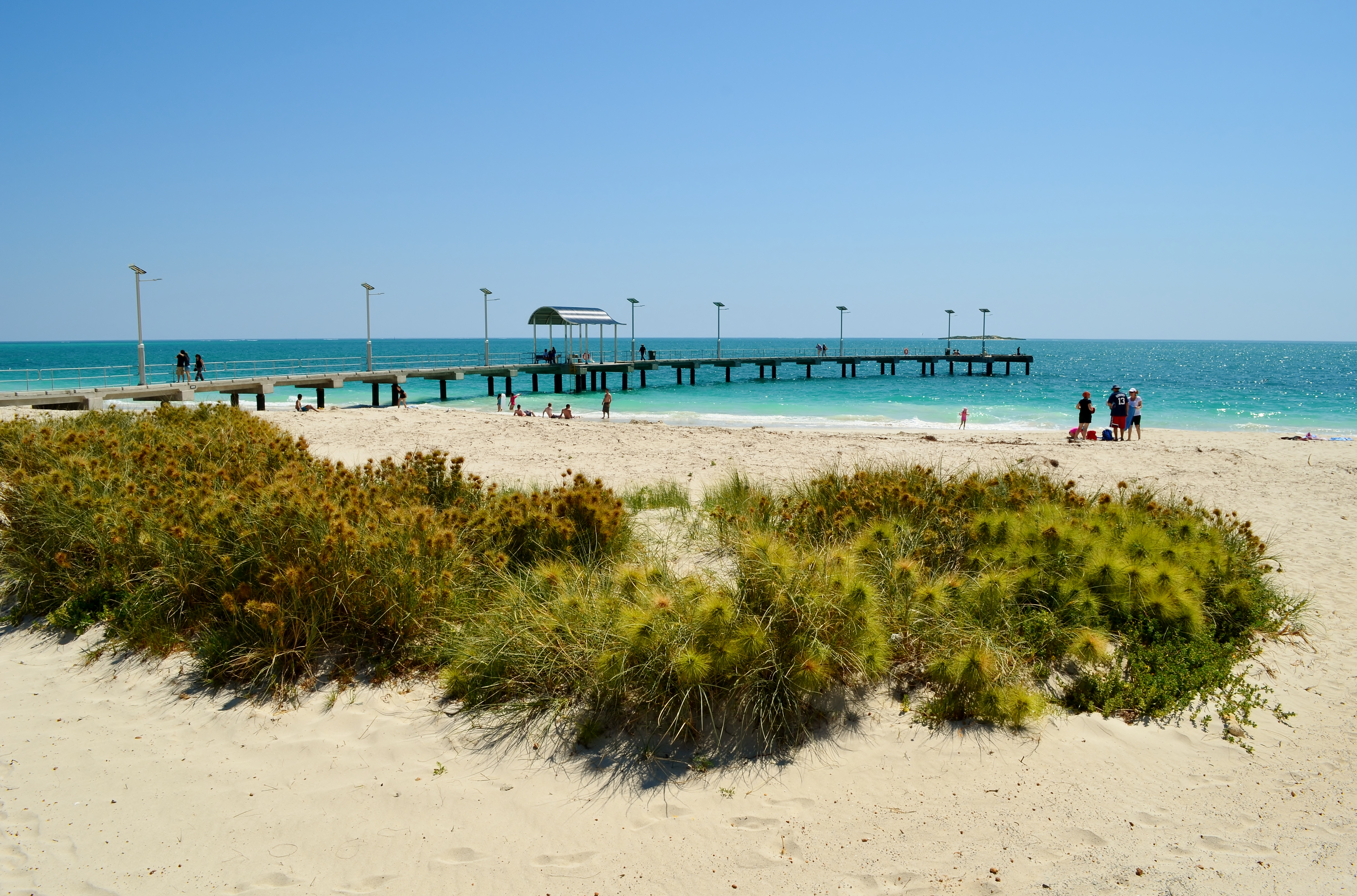
Jurien Bay Jetty (2012)
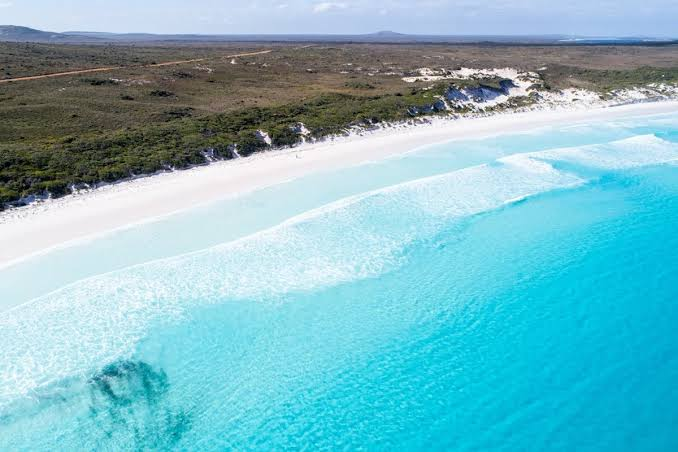
Coastline near Esperance (2020)

## Weiteres
Es wurden mehrere Ausstellungen über Französisch-Westaustralien organisiert:
- Canberra, National Museum of Australia: 15. März 2018 – 11. Juni 2018[11]
- Perth, Western Australian Museum: 12. September 2018 – 12. Februar 2019.[12]
- Le Havre, Musée d'histoire naturelle: 5. Juni 2021 – 7. November 2021.[13]

Zur Ausstellung 2018–2019 des Western Australian Museum erklärte Diana Jones (die geschäftsführende Direktorin für Sammlungen und Forschung des Museums):

“Whatever the motives, the expedition returned with more than 18,000 specimens of flora, fauna and other objects — 10 times that of British explorer James Cook, during his famous second journey to Australia. (...) Of the animals, there were 3,500 species new to science and there was something like 460 plant specimens new to science.” (...) “That doubled the number of known specimens in the world at the time..”

„Was auch immer die Motive waren, die Expedition kehrte mit mehr als 18.000 Exemplaren von Flora, Fauna und anderen Objekten zurück – zehnmal so viele wie der britische Entdecker James Cook während seiner berühmten zweiten Reise nach Australien. (...) Von den Tieren gab es 3.500 Arten, die der Wissenschaft neu waren, und es gab etwa 460 Pflanzenexemplare, die der Wissenschaft neu waren.“ (...) „Das verdoppelte die Zahl der damals weltweit bekannten Exemplare.“

### In Französischer Sprache
- Serge Duigou: L'Australie oubliée de Saint-Allouarn. Éditions Ressac. Quimper. 1989.
- Philippe Godard, Tugdual de Kerros: Louis de Saint Aloüarn, lieutenant des vaisseaux du Roy. Éditions des Portes du Large. Rennes. 2002, ISBN 2-914612-08-7. S. 364.
- Gérard Delacroix: Le Gros Ventre. Éditions ANCRE. Paris. 2003, ISBN 2-9527406-0-7. S. 135.

### In Englischer Sprache
- John Dunmore: French Explorers in the Pacific. Vol. I. Clarendon Press. Oxford. 1965.
- Godard, Philippe (1999). "The Saint Alouarn discoveries" (PDF). Quarterly Newsletter: The Australian Association for Maritime History (77). Retrieved 6 July 2010.
- Philippe Godard, Tugdual de Kerros; Odette Margot, Myra Stanbury, Sue Baxter: 1772: the French annexation of New Holland: the tale of Louis de Saint Aloürn. Western Australian Museum. 2008, ISBN 978-1-920843-98-4.
- Leslie Ronald Marchant: France Australe: a study of French explorations and attempts to found a penal colony and strategic base in south western Australia 1503-1826. Artlook. 1982, ISBN 978-0-86445-104-0.

## Weblink
- Mike McCarthy: Disturbances at the French Annexation site on Dirk Hartog Island. Fremantle, Western Australian Maritime Museum. 2006. PDF. Abgerufen am 1. Juli 2024.